# Splitsko plemstvo
Splitsko plemstvo, povlašteni društveni stalež u srednjovjekovnom i novovjekovnom gradu Splitu, čiji su članovi i obitelji sudjelovali u političkom, kulturnom i društvenom životu gradske komune.

## Povijest
Splitsko je stanovništvo vjerojatno još u ranom srednjem vijeku bilo podijeljeno na plemiće i pučane (nobiles i populus; maiores i minores). Iako ravnopravni u aktivno pravu izbora, pučani nisu uspjeli postati sudionici u upravi grada koju su prisvojili pripadnici plemstva.
Već u 11. stoljeću uočava se naročit položaj plemića u Splitu, jer se navode kao savjetnici pri dogovorima s nadbiskupom i klerom i pri savjetovanjima. U 12. stoljeću plemići se često ističu kao gradski suci. Ispočetka su i plemići i pučani sudjelovali u zasjedanjima gradskog Velikog vijeća (Consilium generale), kojemu je konačan pravni oblik dao splitski potestat Gargan de Ariscindis u 13. stoljeću. Međutim, i tada su najviše gradske časti (suci, savjetnici, odvjetnici, eksaminatori i inkvizitori) bile sačuvane samo za plemiće. Dana 29. kolovoza 1334. godine, splitsko je Veliko vijeće, ugledajući se na primjer Venecije, ograničilo nova primanja u članstvo te su otada obitelji koje su davale članove vijeća postale društveno-politički privilegirane u gradu i tvorile okosnicu plemićkog staleža. Primanje novih članova u vijeće bilo je zabranjeno čak i nakon velike epidemije kuge u gradu, 1348. godine.
Zbog zatvaranja Velikog vijeća za sve one koji nisu bili plemići i čiji očevi i djedovi nisu bili članovi tog vijeća, nastalo je nezadovoljstvo među pučanima. Također, na osnovu odredaba gradskog statuta, nisu ni sve plemićke obitelji bile izjednačene u pravima, jer su gradski suci bili birani samo među određenim plemićkim obiteljima. Nezadovoljni pučani i plemići su se, zbog toga udružili kako bi silom ostvarili svoja prava. Dana 27. lipnja 1398. godine, vođe ustanka Markulin Slovin, četiri brata Gardelčića, Frane Siburnov i Deša Jakovljev, dignuli su ustanak pučana protiv plemića, u kojem je na strani pučana sudjelovao i dio nezadovoljnog plemstva koje nije imalo pravo izbora za suce. Veći dio splitski plemića izbjegao je iz grada i sklonio se u obližnji Trogir i u Šibenik, a kralj Žigmund je priznao novu gradsku upravu koju su činili njegove pristaše, dok je većina protjeranih plemića podržavala njegova suparnika kralja Ladislava Napuljskog. Kao posljedica ustanka, građani Splita podijeli su se na tkz. "unutarnje" (pučani i dio plemstva) i "vanjske" Splićane (plemići) koji su se međusobno zaratili. "Unutarnji" Splićani, udruženi s Klišanima, Poljičanima i Radobiljanima, počeli su napadati Trogir koji je prihvatio "vanjske" Splićane. U prosincu 1400. godine "vanjski" Splićani su, uz pomoć Trogirana, Omišana, Klišana i Šibenčana, provalili u Split, no "unutarnji" Splićani su odbili taj napad i 4. veljače 1401. godine izvršili odmazdu, napadom na trogirski teritorij. Mir je konačno postignut 13. veljače 1401. godine i potpisan u Nadbiskupskoj palači u Splitu.
Teško je pratiti plemićke obitelji prije 14. stoljeća, jer njihovi članovi nisu nosili obiteljska imena, već su se, uz osobno ime, diferencirali imenom oca ili ponekad djeda, zbog čega nije lako utvrditi kontinuitet većine obitelji prije tog perioda.
U 16. stoljeću plemićke obitelji u splitskom Velikom vijeću bile su Papalić, Marulić, Cipci, Hieremia, Petrachi, Alberti, Mainosević, Grisogono, Cindro, Gnidić, Tartaglia, Balci, Ganuli, Lucari, Gabanić i Natali. Provalom Turaka na Balkan i u splitsko zaleđe, nastupilo je teško ekonomsko razdoblje za splitsko plemstvo čija su bogatstva počivala na zemljišnim posjedima, tada uglavnom ugrabljenim od strane Turaka. Osim, materijalnog osiromašenja zbog otimanja zemljišta, plemićke obitelji osipale su se i brojem zbog čestih epidemija kuge.
Zbog izrazitog pada članova gradskog plemstva i njihovih obitelji, mletačka je vlada odlučila imenovati nove splitske plemiće iz redova građanskih obitelji, unatoč protivljenju starog plemstva. Godine 1671. i 1672. primljene su u plemstvo obitelji Cupareo, Boccareo, Cerineo, Marchi, Arneri, Gaudentio, Petrović, Tomaseo, Cavagnini, Cambi, Benedetti, Capogrosso, Mazzarelli i Tisičić.
Godine 1721. u splitsko plemićko vijeće primljeni su članovi obitelji Milesi, Dumaneo, Ivellio i Marjanović.

## Grbovi poznatijih splitskih plemićkih obitelji
- Alberti
- Benedetti
- Cambi
- Capogrosso
- Cerinić
- Cindro
- Cipci
- Dudan
- Geremia
- Grisogono
- Ivellio
- Karepić
- Kavanjin
- Kuparić
- Lukarić
- Marulić
- Milesi
- Papalić
- Pavlović-Fontana
- Tartaglia
- Tisičić